# 駅ナカで会いましょう。
駅ナカで会いましょう。（えきナカであいましょう）は、オリジナル商品の企画・制作・販売、企業・組織のトータルブランディングを手掛ける株式会社ヘソプロダクション（大阪府）によるプロジェクト。

## 概要
ヘソプロダクショングループがこれまで培ってきた土産・雑貨等の企画、製造、販売のノウハウと鉄道ネットワークを活かしながら、駅で活動する人々にスポットをあて応援することで、“さらなる鉄道の魅力”や“駅の楽しさ”を再発見し、鉄道・観光事業・地域の活性化を目指すプロジェクト。プロジェクト応援キャラクター（駅ナカで働く女の子）のデザインは、イラストレーターの賀茂川が担当。また、アニメCMは魚雷映蔵が制作を行っている。

## プロジェクト応援キャラクター
- 第一弾キャラクター：西本いくの（CV 狐崎あやめ）
- 第二弾キャラクター：葛西くるの（CV 豊ゆうみ）
- 第三弾キャラクター：山陰寺ひかり